# 후지와라노 사이
후지와라노 사이(藤原佐為)는 히카루의 바둑의 등장인물이다. KBS 더빙판에서는 좌랑이라는 이름으로 로컬라이징되었다.

## 소개
성우는 치바 스스무/구자형(KBS), 김장(투니버스).

## 작중 행적
헤이안 시대의 바둑 기사로, 궁중에서 천황에게 바둑을 가르치는 일을 하고 있었다. 그러다 천황의 또 다른 바둑 스승과 단 하나의 바둑 스승 자리를 놓고 대국을 하게 되었는데, 대국 도중 상대방의 비열한 행위에 평정심을 잃고 패배하고, 부정행위를 저질렀다는 오명까지 쓰고 궁에서 쫓겨나게 되었다. 이후 3일간 배회하다 강에 뛰어들어 자결하고 만다. 향년 20세. 자결 후 혼이 되어 한 바둑판에 깃들었다가 800여년 후 에도 시대에 바둑 프로 기사를 지망하는 토라지로(혼인보 슈사쿠)를 만나 토라지로의 의식에 깃드는 형태로 현세에 돌아왔고, 이후 사이가 지시하면 토라지로가 대신 두는 식으로 토라지로를 당대 최고 기사로 만들어 주었다. 그러나 토라지로가 전염병에 걸려 바둑판에 피를 토하고 죽자, 다시 그 바둑판에 깃들었고, 140여년 후 현대 일본에서 신도우 히카루를 만나 다시 한번 현세로 돌아오게 된다.